# 日本的卫星广播
日本的卫星广播讲述的卫星广播事业在日本的发展历程及现状。按照《广播法》的规定，广播事业在日本分为基干广播（同法亦有规定卫星基干广播）和一般广播（《广播法施行规则》也有规定卫星一般广播）。卫星广播在日本出现的目的是在测试广播开始之前（BS-2A卫星发射前），消除离岛、山区等人口分布稀少地区的收视困难（也被称为同步广播）。随后，由于政策发生变化，日本的卫星广播开始提供独立的电视频道，其主要提供地面电视所无法提供的高度专业化电视节目。
隶属于日本广播协会的NHK卫星电视服务是不包含在NHK收视费内的单独卫星电视收费合同，因此需要在旧版的NHK收看合同中每月增加970日元。截止2019年5月底，NHK卫星电视合同的签约约2239万户。 但由于NHK的卫星电视服务并不和它的地面电视服务相排斥，因此还是有大量日本家庭选择单独的地面电视合同。

## 卫星广播分类

### 按照制度分类
传统上，日本的卫星广播是按照它们所使用的转播卫星进行分类。例如：使用广播卫星（简称：BS）转播的卫星广播称为“BS广播”，而使用通讯卫星（简称：CS）转播的则被称为“CS广播”。但是随着位于东经110°的天空完美电视公司所属的通讯卫星在2002年开始启用，它所转播的数字广播内容可以利用广播卫星的大部分天线和接收器（调谐器）所接收。基于这个变化，2009年修订的《卫星广播实行规则》将BS数字广播与位于东经110°通信卫星所转播的CS数字广播进行整合，统称为“特别卫星广播”，并统一了相应的广播政策。 而其他的卫星广播服务则称为“一般卫星广播”。
2011年6月，《广播法》进行修订：特别卫星广播更名为卫星基干广播，一般卫星广播更名为卫星一般广播。

#### 卫星基干广播
- 模拟电视卫星广播
  - BS模拟广播（1989年6月－2011年7月24日）
- 数字电视卫星广播
  - 广播卫星系统股份有限公司（日语：放送衛星システム）（东经110°；BS数字卫星广播）：2000年12月启用
  - 完美天空JSAT集團（东经110°；CS数字卫星广播）：（2002年3月启用）

#### 卫星一般广播
- 模拟电视卫星广播
  - CS BAAN（日语：CS BAAN）（东经154°）：1992年6月－1998年3月
  - SkyPort（日语：スカイポート）（东经162°）：1992年4月－1998年9月30日；现已全部过度到天空完美电视收费服务（日语：スカパー!プレミアムサービス）

- 数字电视卫星广播
  - 天空完美电视收费服务（日语：スカパー!プレミアムサービス）旧称“天空完美电视SD”（东经124°及128°；CS数字卫星广播）：1996年6月启用
  - Music Bird（日语：ミュージックバード）（东经154°；CS-PCM广播（日语：CS-PCM音声放送））：1992年8月－2011年7月
  - （东经154°；CS数字广播）：2005年4月启用
  - SOUND PLANET（日语：SOUND PLANET） / （东经144°；CS数字广播）：2001年5月启用
  - AccessTV（日语：AccessTV）（东经144°；CS数字广播）：2005年2月－2012年
  - HOP TV（东经144°；CS数字广播）：2007年12月－2013年

#### 卫星广播事业机构的区分

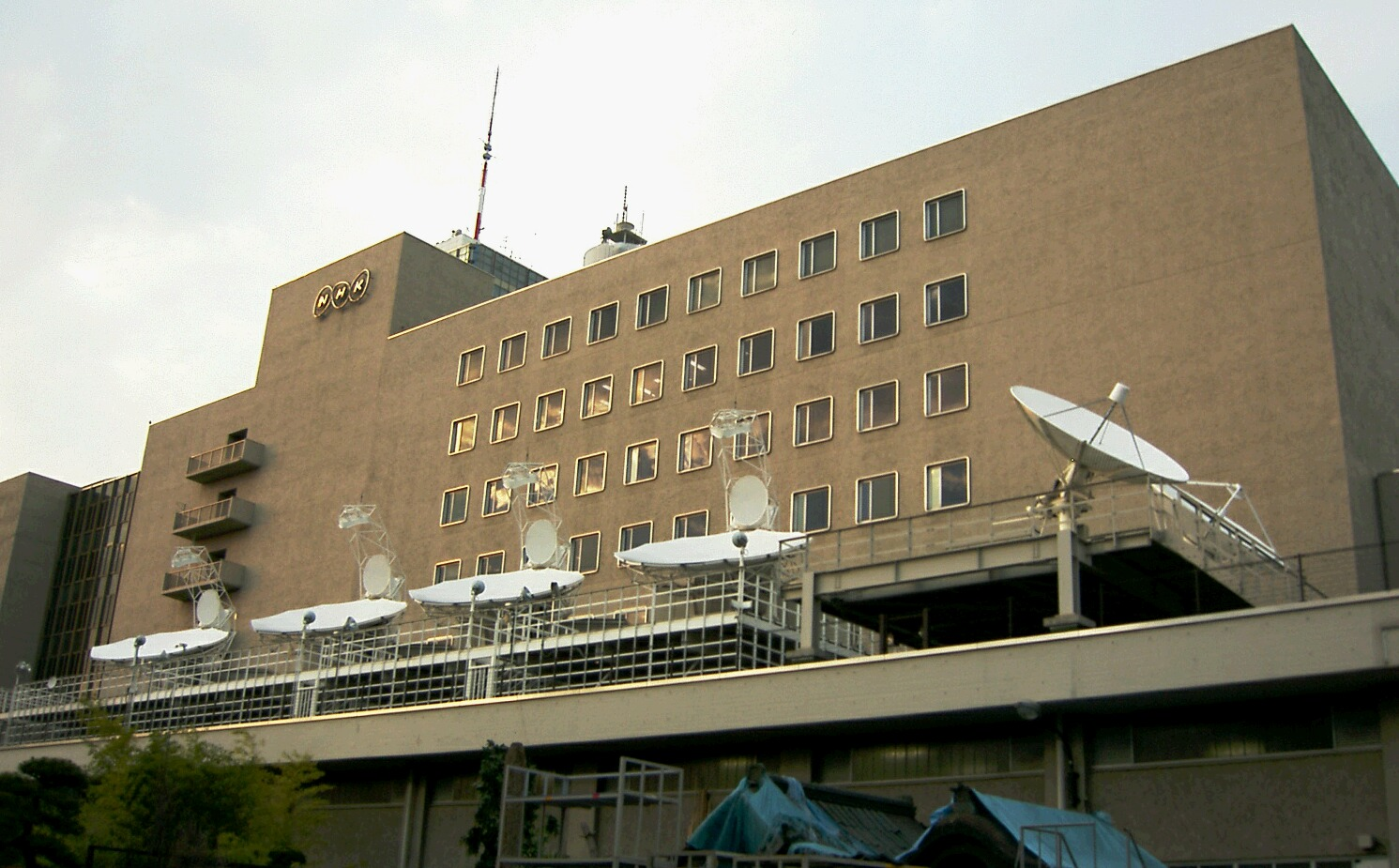
NHK广播电视中心西侧广播卫星模拟电视信号上行设备。

- 认证基干广播事业商（日语：基幹放送事業者）（需得到总务大臣批准认证）
- 卫星一般广播事业商（日语：一般放送事業者）（需向总务大臣登记备案）
- 基干广播局提供事业商（日语：基幹放送局提供事業者）（虽非广播事业商，但仍受《广播法》等法规约束）
- 付费广播管理事业商（日语：有料放送管理事業者）平台事业商（虽非广播事业商，但仍受《广播法》等法规约束；2008年6月7日后需向总务大臣登记备案）

### 按照卫星分类

#### 模拟卫星广播
1984年1月28日，日本专门为传输电视信号而发射的卫星——百合花2号a卫星发射升空。原本NHK计划使用该卫星向日本全国传输NHK综合频道和教育频道两条地面频道，但卫星升空之后出现故障，两部转发器中的一部发生故障，导致卫星只能传输一套电视节目。1984年5月11日，日本的第一个卫星电视频道——NHK卫星第1频道（NHK BS1）首次开始试验广播，节目内容来自NHK的两条地面频道。
1986年，百合花2号b卫星发射升空；同年12月25日，NHK卫星第2频道（BS2）开播，NHK终于实现了地面频道经由卫星广播，即BS1对应综合频道（部分节目不同步），BS2对应教育频道。但从从1987年7月4日开始，NHK卫星频道的节目进行了重新编排，BS1开始独自制作节目，BS2作为地面无线电视节目频道开始播出。其后日本五大民营电视台及其它民营电视业者（如WOWOW、日本BS放送等）和放送大学也开办了BS卫星电视频道。除传统标清模拟电视外，NHK还联合部分民营电视台进行了模拟高清电视信号测试，使用MUSE系统。该测试频道1991年开播，2000年更名为BShi，2007年结束模拟广播。
1997年，BSAT-1a廣播衛星發射升空，為日本首枚由私營機構（而非公營「宇宙事業開發團」）持有的廣播衛星。
2011年7月24日，BS模拟卫星电视停播。

#### BS数字广播
2000年12月1日，日本BS数字卫星电视开播，使用ISDB-S制式，逐渐开始取代原有的BS模拟卫星电视。初期，由於專門為BS数字卫星电视設計的BSAT-2a廣播衛星未能如期升空，曾一度使用BSAT-1b進行轉播，直到該衛星於翌年4月投入運作為止。
2011年7月24日，BS模拟卫星电视停播。
2011年7月24日之前，NHK的BS1和BS2（2011年4月1日-7月24日期间为BS Premium）通过冲绳大东诸岛和东京都小笠原群岛的地面电视发射站发射，面向当地播出。2010年至2015年期间，为方便偏远地区收看，“数字广播推进协会”（Dpa）将日本关东地方的地面电视频道（NHK东京综合、NHK东京教育及五大民营电视台）通过BS卫星覆盖日本全国。另外，东日本大地震后的一段时间，BS卫星也曾传输过日本岩手县、宫城县和福岛县三地的地面电视频道。
2017年9月29日，日本首枚針對超高清電視廣播而設的BSAT-4a廣播衛星發射升空，並於同年11月起展開全國試播。
2018年12月1日10:00，首批4K及8K超高清电视频道正式开播。
目前日本BS卫星电视现有的频道如下（截至2023年12月）：
高清频道
| 频道号码 | 遥控器号码 | 频道名称         | 电视网         | 备注                                               |
| -------- | ---------- | ---------------- | -------------- | -------------------------------------------------- |
| 101-103  | 1          | NHK BS           | NHK            |                                                    |
| 101-103  | 2          | NHK BS           | NHK            |                                                    |
| 101-103  | 3          | 不適用           | NHK            | 遇重大災害時，此頻道播出災害提示等資訊             |
| 141-143  | 4          | BS日视           | 日本电视台系列 |                                                    |
| 151-153  | 5          | BS朝日           | 朝日电视台系列 |                                                    |
| 161-163  | 6          | BS-TBS           | TBS系列        | 原名“BS-i”                                         |
| 171-173  | 7          | BS东视           | 东京电视台系列 |                                                    |
| 181-183  | 8          | BS富士           | 富士电视台系列 |                                                    |
| 191      | 9          | WOWOW Prime      | 不適用         | 付费频道 原名“数码WOWOW”（デジタルWOWOW）                       |
| 192      | 9          | WOWOW Live       | 不適用         | 付费频道                                           |
| 193      | 9          | WOWOW Cinema     | 不適用         | 付费频道                                           |
| 201      | 10         | STAR CHANNEL 1   | 不適用         | 付费频道                                           |
| 202      | 10         | STAR CHANNEL 2   | 不適用         | 付费频道 原为CS卫星频道                            |
| 203      | 10         | STAR CHANNEL 3   | 不適用         | 付费频道 原为CS卫星频道                            |
| 211      | 11         | BS11             | 不適用         |                                                    |
| 222      | 12         | BS12 TwellV      | 不適用         |                                                    |
| 231      | 不適用     | 放送大学BS校园ex | 不適用         | 2018年10月30日前在日本关东地区通过地面数字电视播出 |
| 232      | 不適用     | 放送大学BS校园on | 不適用         | 2018年10月30日前在日本关东地区通过地面数字电视播出 |
| 234      | 不適用     | GREEN CHANNEL    | 不適用         | 付费频道                                           |
| 236      | 不適用     | BS Animax        | 不適用         | 付费频道 原为CS卫星频道                            |
| 238      | 不適用     | FOX体育娱乐      | 不適用         | 付费频道 原名“FOX bs238”                           |
| 241      | 不適用     | BS SKY PerfecTV! | 不適用         | 2022年10月31日放送終止                             |
| 242      | 不適用     | J SPORTS 1       | 不適用         | 付费频道 原为CS卫星频道                            |
| 243      | 不適用     | J SPORTS 2       | 不適用         | 付费频道 原为CS卫星频道                            |
| 244      | 不適用     | J SPORTS 3       | 不適用         | 付费频道 原为CS卫星频道                            |
| 245      | 不適用     | J SPORTS 4       | 不適用         | 付费频道 原为CS卫星频道                            |
| 251      | 不適用     | BS钓鱼电视       | 不適用         | 付费频道                                           |
| 252      | 不適用     | Cinefil WOWOW    | 不適用         | 付费频道 原名IMAGICA BS 原为CS卫星频道             |
| 255      | 不適用     | 日本电影专门频道 | 不適用         | 付费频道 原名“日本电影卫星放送”                    |
| 256      | 不適用     | 迪士尼频道       | 不適用         | 付费频道 原为CS卫星频道                            |
| 258      | 不適用     | Dlife            | 不適用         |                                                    |

超高清频道
| 频道号码 | 遥控器号码 | 频道名称     | 电视网         | 备注               |
| -------- | ---------- | ------------ | -------------- | ------------------ |
| 101      | 1          | NHK BSP4K    | NHK            |                    |
| 102      | 2          | NHK BS8K     | NHK            | 全球首个8K电视频道 |
| 104      | 4          | BS日视4K     | 日本电视台系列 |                    |
| 151      | 5          | BS朝日4K     | 朝日电视台系列 |                    |
| 161      | 6          | BS-TBS4K     | TBS系列        |                    |
| 171      | 7          | BS东视4K     | 东京电视台系列 |                    |
| 181      | 8          | BS富士4K     | 富士电视台系列 |                    |
| 200      | 10         | THE CINEMA4K | 不適用         | 付费频道           |
| 211      | 11         | 购物频道4K   | 不適用         |                    |
| 222      | 12         | QVC4K        | 不適用         |                    |

广播电台
- 放送大学（531频道）和多套数据广播。

#### CS数字广播
1989年，日本政府修改《放送法》，开放CS卫星电视广播；同年，JCSAT-1和JCSAT-2两颗卫星发射成功。最初CS卫星电视也是以模拟信号传送，之后逐渐改为数字电视。
目前日本CS卫星电视现有的频道如下（截至2019年12月）： 
| 频道号码（SKY PerfecTV!） | 频道名称                          | 备注                     |
| ------------------------- | --------------------------------- | ------------------------ |
| 055                       | SHOP CHANNEL                      |                          |
| 218                       | 东映频道                          |                          |
| 219                       | 卫星剧场                          |                          |
| 223                       | NECO频道                          |                          |
| 227                       | ザ・シネマ                        |                          |
| 236                       | ANIMAX                            |                          |
| 240                       | Movie Plus                        |                          |
| 250                       | SkyA                              | ABC朝日放送旗下          |
| 254                       | GAORA SPORTS                      | 每日放送旗下             |
| 257                       | NTV G+                            |                          |
| 262                       | GOLF NETWORK                      |                          |
| 290                       | TAKARAZUKA SKY STAGE              | 宝冢歌剧团旗下           |
| 292                       | 时代剧专门频道                    |                          |
| 293                       | 家庭剧场                          |                          |
| 295                       | MONDO TV                          |                          |
| 296                       | TBS CH1                           | 原为TBS HD频道           |
| 297                       | TBS CH2                           | 原为TBS HD频道           |
| 298                       | 朝日CH1                           | 原为朝日HD频道           |
| 299                       | 朝日CH2                           | 原为朝日ニュースター     |
| 300                       | NTV Plus                          |                          |
| 301                       | エンタメ〜テレ☆シネドラバラエティ |                          |
| 305                       | 银河频道                          |                          |
| 307                       | 富士电视台ONE                     |                          |
| 308                       | 富士电视台TWO                     |                          |
| 309                       | 富士电视台NEXT                    | 原为富士电视台CS高清频道 |
| 310                       | Super! Drama TV                   |                          |
| 314                       | Lala TV                           |                          |
| 322                       | SPACE SHOWER电视台                |                          |
| 323                       | MTV日本                           |                          |
| 325                       | MUSIC ON! TV                      |                          |
| 330                       | Kids Station                      |                          |
| 333                       | AT-X                              |                          |
| 342                       | 历史频道                          |                          |
| 349                       | NTV NEWS24                        |                          |
| 351                       | TBS NEWS                          |                          |
| 639                       | Music Japan TV                    |                          |
| 800                       | Sports Live+                      |                          |
| 801                       | Sky CH1                           |                          |